# Bucy-lès-Pierrepont
Bucy-lès-Pierrepont település Franciaországban, Aisne megyében. Lakosainak száma 406 fő (2022. január 1.). Bucy-lès-Pierrepont Boncourt, Chivres-en-Laonnois, Clermont-les-Fermes, Ébouleau, Goudelancourt-lès-Pierrepont, Mâchecourt és Sainte-Preuve községekkel határos.

## Népesség
A település népességének változása:
| Lakosok száma | 607  | 457  | 432  | 420  | 424  | 421  | 411  | 404  | 403  | 406  |
|               | 1968 | 1982 | 1990 | 2006 | 2013 | 2015 | 2017 | 2019 | 2020 | 2022 |